# San Francisco del Oro
San Francisco del Oro es una población del sur del estado mexicano de Chihuahua, antiguo centro minero, es cabecera del municipio del mismo nombre.

## Historia

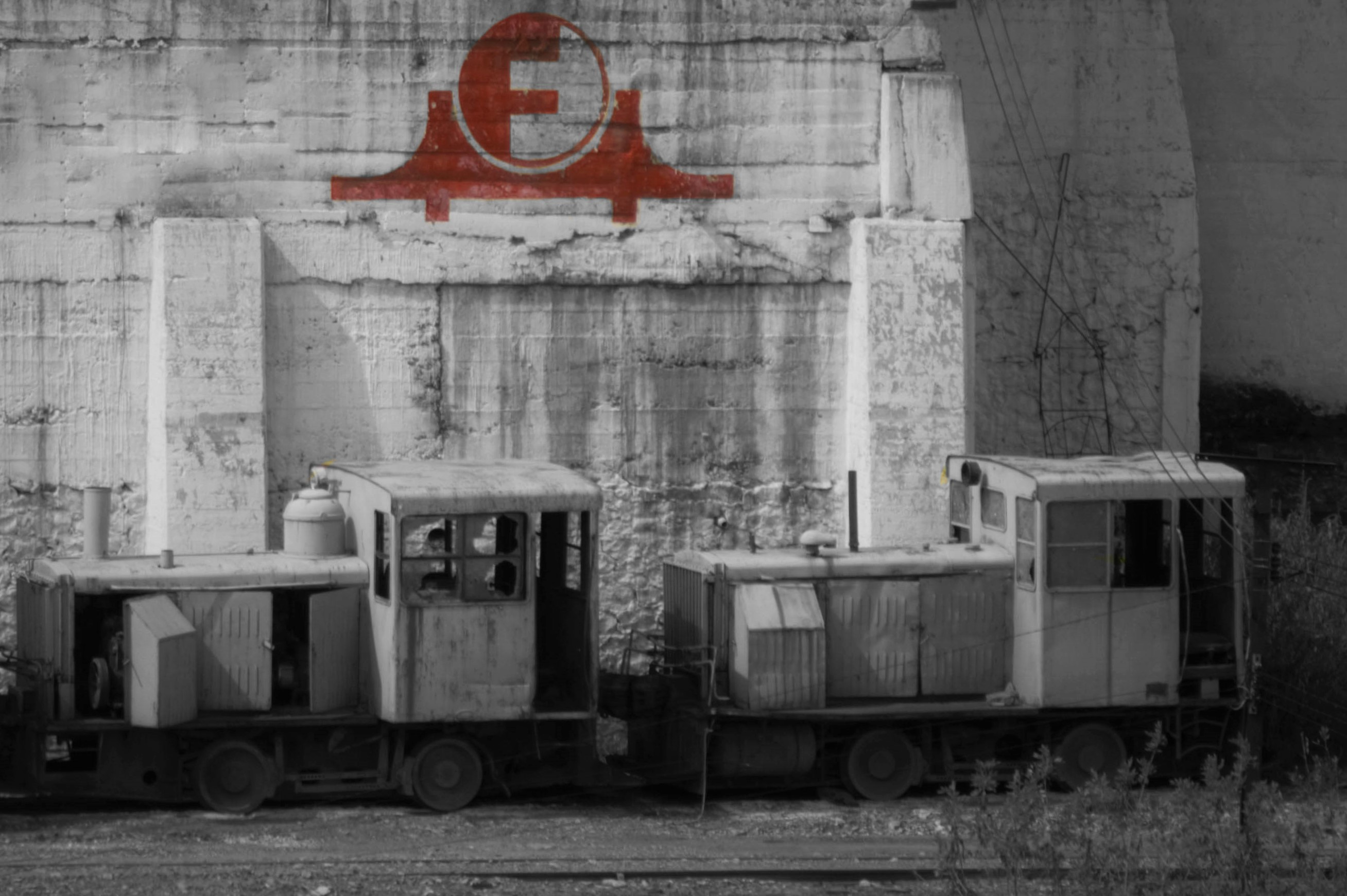
San Francisco del Oro.

En el siglo XVI, los conquistadores llegaron a establecerse en lugares vecinos al territorio del municipio y éste constituyó paso obligado hacia el resto de la región. Entonces el avance de los españoles era armado y religioso hasta lograr la sumisión voluntaria o forzosa de los naturales, formando pueblos con un mínimo de treinta habitantes, con derecho a elegir un Ayuntamiento.
Francisco de Ibarra encabezó personalmente las expediciones de exploración y conquista. Este conquistador falleció en 1575, año en el que ya se comprendía en su jurisdicción los actuales terrenos de la cunscripción municipal de San Francisco del Oro, la región estuvo sometida a la jurisdicción del municipio de Santa Bárbara, hasta 1927, cuando adquirió categoría de municipio.
Su cabecera, el Mineral de San Francisco del Oro, cuyo origen data del año 1658 cuando un minero español, llamado Francisco Molina, descubrió la mina que dio vida al poblado.
El 11 de julio de 1934, se fundó el Sindicato Industrial de Mineros.